# Super Black Blues
Super Black Blues est un album des musiciens de blues américains T-Bone Walker, Big Joe Turner et Otis Spann sorti en 1969.
L'album est une tentative du producteur musical américain Bob Thiele de profiter du blues revival de la fin des années 1960, en s'inspirant de l'album à succès Blues Jam In Chicago qui regroupait le groupe britannique Fleetwood Mac et de grands noms du blues comme Otis Spann et Willie Dixon,,,.
L'album ne contient que quatre titres, mais ceux-ci offrent à chaque artiste une vitrine et l'opportunité d'interagir de façon spectaculaire, Joe Turner et T-Bone Walker se partageant la plupart des vocaux.

## Historique

### Les deuxblues revivalsdes années 1960
La musique blues, qui avait été éclipsée par le succès du rock 'n' roll durant les années 1950, connaît deux retours (deux « revivals ») durant les années 1960. Le premier est le fait de vétérans du blues qui, au début des années 1960, profitent de l'essor de la musique folk pour jouer pour un public blanc et jeune plutôt que pour leurs anciens fans noirs. 
Le deuxième revival est à mettre au crédit du « British blues boom » qui voit quantité de groupes de rock britanniques comme les Rolling Stones et Fleetwood Mac remettre le blues à l'honneur.
Ceci amène alors les compagnies de disques à signer d'anciens maîtres du blues et à les enregistrer à nouveau, tout en modernisant leur sonorité. 

### Bob Thiele et le deuxième blues revival
Durant la deuxième moitié des années 1960, le producteur musical britannique Mike Vernon produit de nombreux artistes de blues, dont le groupe Fleetwood Mac et le pianiste Otis Spann qu'il enregistra sur l'album Blues Jam In Chicago avec le bassiste Willie Dixon.
Son succès inspire le producteur américain Bob Thiele, responsable auprès de la compagnie ABC Records du label Bluesway qui enregistrait beaucoup de grands noms du blues qui avaient été quelque peu éclipsés par le succès du rock 'n' roll et de la musique soul,.
Thiele quitte donc ABC pour lancer en 1969 le label Flying Dutchman Records et essayer de capter une partie des ventes provoquées par ce blues revival,.
Il recrute alors plusieurs des grands noms avec qui il avait travaillé chez ABC comme T-Bone Walker et Big Joe Turner, et y ajoute le pianiste Otis Spann qui essayait de se lancer en solo après les longues années passées dans le blues band de Muddy Waters,.
Thiele enregistre ces musiciens à Los Angeles où était basé T-Bone Walker. Il produit ainsi sur le label BluesTime (un sous-label de Flying Dutchman Records) les albums Everyday I have The Blues de T-Bone Walker, The Real Boss Of The Blues de Big Joe Turner et Sweet Giant Of The Blues d'Otis Spann.

### L'albumSuper Black Blues
Thiele remarque alors que Walker, Turner et Spann débarquaient volontiers dans les sessions d'enregistrement les uns des autres et il y voit l'occasion de produire sa propre version de Blues Jam In Chicago en les réunissant tous les trois sur l'album Super Black Blues,,.
L'album est un des derniers enregistrements faits par Otis Spann, qui meurt l'année suivante en 1970, à peine âgé de 40 ans. Comme l'écrit Rudland, « son corps avait abandonné, détruit par des années de boisson et par la vie malsaine d'un musicien de tournée ».
Ultérieurement, l'album fera l'objet de plusieurs rééditions, dont une en 2001 sur le label RCA Victor Gold Series sous la référence 74321851642 et une en 2014 sur le label ACE sous la référence CDCHM 1409.

## Description
Selon Dean Rudland, « T-Bone Walker prend le contrôle du processus de création en composant trois des quatre morceaux, tout en montrant  une générosité qui permet à Joe Turner et Otis Spann de briller ».
Le disque comprend trois longs morceaux écrits par T-Bone Walker ainsi que la reprise du morceau pop Here I am Broken Hearted joué à la manière du blues.
Le premier morceau Paris Blues est un long morceau qui permet à tous les musiciens de se mettre en valeur et qui est marqué par les joutes vocales entre T-Bone Walker et Big Joe Turner.
Selon Stanley Dance, auteur de la notice du disque vinyle originale « La longueur des interprétations, leur spontanéité, les contrastes entre les voix et l'entente intuitive entre les artistes, tous ces facteurs font de ceci un album de blues d'un intérêt supérieur. ».

## Accueil critique
Pour Dean Rudland, du label Ace, « bien qu'il ne s'agisse pas d'un album révolutionnaire, il est très agréable d'écouter trois des plus grands, détendus en studio, travailler les uns avec les autres ».
Pour Allmusic, Super Black Blues n'est pas « le premier disque à écouter pour ces trois artistes mais il est agréable d'entendre ces géants trouver un terrain d'entente ».
Pour Paul Rigby, du blog The Audiophile Man, « constituant une superbe sélection de blues urbain, les quatre morceaux, même s'ils ne font que 40 minutes, sont des diamants bleus ».
D'après le livre Stormy Monday : The T-Bone Walker Story de Helen Oakley Dance, Super Black Blues n'est, selon certains critiques, pas à la hauteur des grands classiques de T-Bone Walker car ce dernier cherche trop à faire des effets. Par ailleurs, « la section rythmique orientée rock déstabilise le groupe et le groove détendu si essentiel au blues n'est jamais atteint »

## Liste des morceaux
Les trois principaux morceaux sont de la main de T-Bone Walker (Aaron Walker).
| 1.    | Paris Blues              | Aaron Walker                           | 13:56 |
| 2.    | Here I am Broken Hearted | Lew Brown, B.G. DeSylva, Ray Henderson | 3:44  |
| 3.    | Jot's Blues              | Aaron Walker                           | 8:12  |
| 4.    | Blues Jam                | Aaron Walker                           | 10:57 |
| 36:49 |                          |                                        |       |

## Musiciens
L'ensemble (qui est dénommé Super Black Blues Band sur l'étiquette du disque vinyle) regroupe neuf artistes.
On y retrouve, à côté des trois artistes titulaires, certains des meilleurs musiciens de la côte ouest, dont  l'harmoniciste George "Harmonica" Smith en grande forme, qui remplaçait Eddie "Cleanhead" Vinson qui n'est pas venu aux studios.
- Big Joe Turner : chant
- T-Bone Walker : chant et guitare électrique
- Otis Spann : piano
- George "Harmonica" Smith : harmonica
- Ron Brown : guitare basse
- Arthur Wright : guitare
- Ernie Watts : saxophone ténor
- Paul Humphrey : batterie